# Okręg Szkolny Poleski
Okręg Szkolny Poleski (OSP) - jeden z okręgów szkolnych II RP, utworzony rozporządzeniem Ministra Wyznań Religijnych i Oświecenia Publicznego z 3 maja 1922 roku o utworzeniu Okręgu Szkolnego Poleskiego z siedzibą kuratora w Brześciu nad Bugiem.

## Historia
19 lutego 1919 roku na ziemiach wschodnich, został utworzony Zarząd Cywilny Ziem Wschodnich, pod zwierzchnictwem Komisarza Generalnego. Ziemie wschodnie były podzielone na okręgi: brzeski, miński, wileński i wołyński.
Od sierpnia 1919 do lipca 1920 roku, szkolnym Inspektorem Okręgowym był Kazimierz Wolbek. Po inwazji bolszewickiej działalność władz szkolnych została przerwana. Od 1 marca 1921 do 16 maja 1922 roku Delegatem Ministra W. R. i O. P. był Kazimierz Wolbek. 
16 maja 1922 roku weszło w życie rozporządzenie o utworzeniu Okręgu Szkolnego Poleskiego, na terenie województw: poleskiego i części Nowogródzkiego (powiaty: nieświeski, baranowicki i stołpecki). 
W 1927 roku z Okręgów Szkolnych Białostockiego i Poleskiego wydzielono obszar województwa nowogródzkiego i włączono go do kompetencji Okręgu Szkolnego Wileńskiego (Rozporządzenie Ministra Wyznań Religijnych i Oświecenia Publicznego z dnia 24 lutego 1927 r. o zmianie granic okręgów szkolnych białostockiego, poleskiego i wileńskiego, (Dz.U. 1927, Nr 20, poz. 155-157).
Kuratorzy polescy.
1922–1926. Kazimierz Wolbek.
1926. Wincenty Sikora (nie podjął obowiązków).
1926. Jan Bobka (p.o.).
1926–1927. Teofil Zagarski (p.o.).
1927. dr. Otton Kuczewski.
1927–1931. Zygmunt Gąsiorowski.
1931–1932. Stefan Pogorzelski.
Rozporządzeniem z 7 lipca 1932 roku utworzono Okręg Szkolny Brzeski, na terenie województw: poleskiego i białostockiego (z wyłączeniem powiatów: suwalskiego, augustowskiego, grodzieńskiego i wołkowyskiego).